# 磁雷矢
磁雷矢（じらいや、1965年1月28日 - ）は、日本の覆面レスラー。
磁雷矢のキャラクターはテレビ朝日の番組「世界忍者戦ジライヤ」から引用したものであり、製作元の東映から正式に使用許可を得ている。
メキシコに約13年間滞在して日本人ルチャドールの先駆者として知られている。

## 経歴
タイガーマスク（初代）に憧れてプロレスラーになることを志すが体が小さかったため断念。しかし、17歳の時に本屋でルチャリブレを特集した雑誌を読んで「体が小さくてもメキシコならばプロレスラーになれるチャンスがある。メキシコへ行こう」と心に誓う。
高校卒業後、メキシコへの資金を貯えるため、陸上自衛隊に入隊。約2年後に資金が貯まり、除隊して準備を整えていた。
1985年、メキシコ地震が起きたことから両親に猛反対されてメキシコ行きを断念。その後、水道設備会社に就職して半年、1年と経つにつれてメキシコへの情熱が薄らぐ。そんなある日、空手に興味を持ち始めて空手道場の見学に行ったが何度行っても休みだった。
1987年7月、再びメキシコへの情熱が蘇り、家を飛び出す形でメキシコへ渡り、アレナ・メヒコでEMLLの試合を観戦した際、EMLLのブッカーであるフアン・エレーラに相談したが体重60kgだったため、「君は体が小さ過ぎる。体重を5kg増やしてまた来なさい」と門前払いにされてしまう。しかし、今度は断念せずに日本から持ってきたルチャリブレ雑誌を頼りにヒムナシオ・ブルー・デモン、ヒムナシオ・ヌエボ・ホルダン、ハム・リー・ジムを巡ってシャディト・クルス、ブラソ・シベルネティコに師事する。師匠から徹底的にルチャリブレの基礎を叩き込まれる。
1988年、正規の試合に出場できないため、闇の試合に出場していた。正規の試合に出場するにはコミッショナーが主催しているプロテストに合格してプロライセンスを取得しなければならない。
3度目の渡墨でプロライセンスが取れなかったらあきらめようと思っていた頃にレイ・メンドーサ、ビジャノ1号に師事する。師匠から徹底的にルチャリブレの基礎を叩き込まれる。
1991年、コミッショナーが主催しているプロテストに合格してメキシコ州ボクシング&ルチャリブレコミッショナー認定プロライセンスを取得。12月22日、アレナ・ネッサワルコヨで対ラロ・バジェステロス戦でデビュー。
1993年8月、日本に帰国して、みちのくプロレスで初の逆輸入日本人ルチャドールとして日本初試合を果たした。同年、再びメキシコへ渡る。
1998年4月、SHIIBA、飛影、ゴクウと共にユニット「ロス・カミカゼス」を結成。同年、AAAに入団。
2000年、AAAを退団。同年、日本に完全帰国してSHINOBI、SHIIBA、飛影と共にユニット「ルチャリブレ日本」を結成してプロレスリング華☆激に参戦。
2008年2月、九州プロレスに入団。
2009年7月7日、地元福岡に日本初の伝統ルチャリブレスクール「レアル・ルチャ・リブレ」を開校。
2010年3月28日、福岡市ももち体育館でレアル・ルチャ・リブレの旗揚げ戦を開催。4月13日、九州プロレスを退団。
2011年6月、糸島市高田にリングを設置し、新道場としてスクールを開校。
2016年4月10日、さいとぴあ多目的ホールでデビュー25周年記念大会「世界忍者祭」を開催。テレビ朝日の番組「世界忍者戦ジライヤ」で主人公を演じていた筒井巧と共演。
2025年４月、14年間続けてきた糸島市の高田道場を閉鎖。
2025年5月、九州プロレス道場と糸島市運動公園でルチャ・スクール活動を再開。
2025年7月6日、5年半ぶりにさいとぴあ多目的ホールでイベント「RESTART 　新起動　新たなる道へ」を開催。
2025年7月、シカゴを拠点とするFantastic League of Wrestlingが磁雷矢をメンター兼コーチとして加入することを発表。

## 得意技
ジライヤクラッチ
ツインオクトパス・ホールド
ゼロファイター・クラッチ
ジライバスター
ニンジャラナ絡繰傀儡
ローリング・クレイドル

## 入場曲
- ジライヤ（作詞：山川啓介、作曲：鈴木キサブロー、編曲：戸塚修、歌：串田晃）